# Hrvatski akademski odbojkaški klub Mladost (femminile)
L'Hrvatski akademski odbojkaški klub Mladost, noto semplicemente come HAOK Mladost,  è una società pallavolista femminile croata con sede a Zagabria: milita nel campionato di Superliga.

## Storia
Il club dell'Hrvatski akademski odbojkaški klub Mladost viene fondato nel 1946. I primi risultati importanti arrivano all'inizio degli anni ottanta, con la vittoria della Coppa di Jugoslavia del 1981. Nel 1984 il club vince sia la coppa nazionale che il suo primo campionato jugoslavo. Nelle due stagioni successive vince altrettante volte la Coppa di Jugoslavia.
A partire dalla seconda parte degli anni ottanta, il Mladost inizia a dominare le competizioni nazionali, vincendo tre volte consecutive la coppa nazionale e si aggiudica altre quattro volte, di cui tre consecutive tra il 1988 ed il 1991, il campionato jugoslavo. Nel 1991 il Mladost tocca il punto più alto della sua storia, vincendo per la prima volta la Coppa dei Campioni.
Con la nascita del campionato croato, il Mladost continua a dominare nelle competizioni domestiche: vince cinque campionati consecutivi tra il 1991 ed il 1996 e si aggiudica tre volte la Coppa di Croazia. Nel 1992 e nel 1994 gioca altre due finali di Coppa dei Campioni, perdendo rispettivamente contro l'Olimpia Ravenna e l'Uraločka. Nel 1992, inoltre, partecipa su invito al campionato russo, perdendo in finale proprio contro l'Uraločka.
Tra il 2001 ed il 2006 si aggiudica altre cinque volte il campionato croato. Nel 2002 e nel 2004 vince nuovamente la coppa nazionale. Nella seconda metà degli anni duemila, il Mladost viene oscuro da club emergenti, su tutti il Partizan Rijeka. Il club continua a prendere parte anche alle competizioni europee, ma senza raggiungere grandi risultati.
Torna alla vittoria nel campionato nazionale nella stagione 2013-14 ripetendosi nelle annate 2015-16, 2017-18 e 2018-19.

## Rosa 2023-2024
| N° | Nome              | Ruolo | Data di nascita   | Nazionalità sportiva |
| -- | ----------------- | ----- | ----------------- | -------------------- |
| 1  | Karla Antunović   | P     | 27 marzo 2002     | Croazia              |
| 2  | Katarina Pavičić  | S     | 17 maggio 1999    | Croazia              |
| 3  | Mirta Freund      | C     | 4 luglio 2002     | Croazia              |
| 4  | Lorena Sesar      | P     | 19 ottobre 2006   | Croazia              |
| 5  | Andrea Mihaljević | O     | 21 febbraio 2003  | Croazia              |
| 6  | Aurora Papac      | C     | 27 aprile 2005    | Croazia              |
| 7  | Aida Mehić        | C     | 27 marzo 2001     | Austria              |
| 8  | Ana Prkačin       | P     | 22 settembre 2007 | Croazia              |
| 8  | Zana Zdovc Sporer | S     | 22 marzo 2002     | Slovenia             |
| 10 | Ana Ištuk         | S     | 11 luglio 2002    | Croazia              |
| 11 | Katarina Drobac   | C     | 31 luglio 2005    | Croazia              |
| 12 | Franka Golemac    | S     | 4 aprile 2008     | Croazia              |
| 13 | Matea Smoljan     | L     | 19 settembre 2004 | Bosnia ed Erzegovina |
| 14 | Dora Brašnić      | L     | 24 novembre 2006  | Croazia              |
| 17 | Tonka Bošnjak     | O     | 19 aprile 2006    | Croazia              |
| 20 | Leonarda Grabić   | S     | 7 luglio 2003     | Croazia              |

## Palmarès
- Campionato jugoslavo: 5

1983-84, 1986-87, 1988-89, 1989-90, 1990-91
- Campionato croato: 16

1992-93, 1993-94, 1994-95, 1995-96, 2001-02, 2002-03, 2003-04, 2004-05, 2005-06, 2013-14,
2015-16, 2017-18, 2018-19, 2019-20, 2020-21, 2021-22
- Coppa di Jugoslavia: 7

1981, 1984, 1985, 1986, 1988, 1989, 1990
- Coppa di Croazia: 12

1993, 1994, 1995, 2002, 2004, 2014, 2015, 2017-18, 2018-19, 2019-20,
2020-21, 2022-23
- Coppa dei Campioni: 1

1990-91